# Tobias Bengtsson
Tobias Bengtsson, född 17 februari 1986 i Varberg, är en svensk tidigare handbollsspelare (högernia). 

## Karriär
Han är fostrad i HK Varberg. Mellan 2005 och 2010 spelade han för Elitserielaget HK Drott, varpå han återvände till HK Varberg. Tobias Bengtsson är son till den tidigare landslagsspelaren Göran Bengtsson. Han har spelat 5 U-landskamper och 6 J-landskamper. 2018 förlängde han sitt kontrakt med Varberg. Klubben tog sig 2019 till Handbollsligan och Bengtsson förlängde kontraktet igen 2019. 2019 fick Tobias debutera för Varberg i Handbollsligan.

## Klubbar
- HK Varberg (–2005)
- HK Drott (2005–2010)
- HK Varberg (2010–2020)